# Карибский, Пётр Андреевич
Пётр Андреевич Карибский (бел. Пётр Андрэевіч Карыбскі; 12 июля 1923, Жлобин — 2007) — участник Великой Отечественной войны, участник Парада Победы на Красной площади в июне 1945 года. В годы Великой Отечественной войны — командир пулемётной роты.

## Биография
Родился 12 июля 1923 года в городе Жлобин.
С 1941 года боец Жлобинского истребительного батальона. Его зачислили в разведку. С августа 1941 года на фронте. Образование получил в Ашхабадском пехотном училище, после чего был отправлен на Северо-Кавказский фронт командиром взвода 34-й отдельной бригады морской пехоты. За освобождение города Сталино (сегодня Донецк) его дивизия получила название "Сталинская". Она освобождала Донецкую область, Запорожье, юг Украины. К этому времени уже старший лейтенант Карибский командовал пулемётной ротой. В августе 1944 года дивизия участвовала в Ясско-Кишиневской операции. Довелось Карибскому освобождать и Беларусь, затем была Польша. Закончил войну в Берлине. Принимал участие в штурме имперской канцелярии.
Участник парада Победы на Красной площади в июне 1945 года.
С 1945 по 1953 гг. служил в армии, подполковник.

Награжден двумя орденами Красного Знамени, орденом Отечественной войны I, II ст., двумя орденами Красной Звезды, медалями.
За время войны командование дважды представляло Петра Андреевича к присвоению звания Героя Советского Союза. Первый раз – за Одерский плацдарм в Германии, где Карибский не только удержал важный рубеж, но и обеспечил успешное наступление советских войск на Берлин. Второй – за штурм самого Берлина, где его рота атаковала имперскую канцелярию Гитлера.
Звание Почётного гражданина г. Жлобина присвоено в 1998 году.
После демобилизации работал в Жлобинском вагонном депо. Был председателем колхоза «Белорусский коммунар» Ельского района.

## Награды и звания
- Два Ордена Красного Знамени
- Орден Отечественной войны I и II степени
- Два Ордена Красной Звезды
- Медали
- Звание «Почётный гражданин г. Жлобин» (1998)[3]

## Память
- Одна из улиц в городе Жлобин Гомельской области Беларуси названа в честь П. А. Карибского.
- В Жлобинский историко-краеведческий музей П. А. Карибский передал благодарности, наградное удостоверение, поздравительные документы. Хранятся воспоминания П. А. Карибского о боевом пути.
- В книге командира дивизии Антонова «Путь к Берлину» есть глава, посвящённая П. А. Карибскому.